# Cate Le Bon
Cate Le Bon (née Cate Timothy; 4 de marzo de 1983) es una compositora galesa y productora musical que canta en inglés y galés. Ha publicado cinco álbumes en solitario, tres extended play y varios sencillos. Ha realizado giras con artistas como St. Vincent, Perfume Genius y John Grant.

## Trayectoria
Nació el 4 de marzo de 1983 en Penboyr, Carmarthenshire, Gales. La primera vez que llamó la atención del público fue en su actuación como telonera de Gruff Rhys (de Super Furry Animals) en su gira en solitario por Reino Unido en 2007. En 2008 apareció como vocalista invitada en el sencillo de Neón de Neón "I Lust U" en su álbum Stainless Style. Bajo su nombre original hizo los coros en el primer álbum en solitario de Richard James The Seven Sleepers Den (2006) y también apareció en el segundo álbum We Went Riding (2010).
En 2008 hizo su primera aparición oficial en Peski Records con el extended play en galés Edrych yn Llygaid Ceffyl Benthyg ("Mirando a los ojos de un caballo prestado"). También autoeditó el sencillo debut "No One Can Drag Me Down / Disappear". Trabajó junto Megan Childs, de Gorky's Zygotic Myncii, quien contribuyó con el violín, y John Thomas, colaborador de Super Furry Animals y Thrills (guitarra eléctrica). Su álbum debut, Me Oh My, fue publicado en 2009, seguido del EP Cyrk and the Cyrk II (2012).
En enero de 2013, se trasladó a Los Ángeles para continuar su carrera musical en los Estados Unidos. Su tercer álbum, Mug Museum, se publicó en noviembre de 2013. Fue producido por Noah Georgeson y Josiah Steinbrick en Los Ángeles, y contó con la colaboración de Stephen Black (bajo) y Huw Evans (guitarra). Participó como vocalista invitada en la canción "Slow Train" del álbum debut de Kevin Morby, Harlem River. En 2015, colaboró con Tim Presley como DRINKS y publicó el álbum Hermits on Holiday en agosto de 2015. DRINKS sacó su segundo álbum Hippo Lite en abril de 2018.
Publicó su cuarto álbum de estudio, Crab Day, el 15 de abril de 2016 en Drag City, con el que obtuvo varias críticas favorables. El álbum fue producido por Josiah Steinbrick y Noah Georgeson. En este trabajo contó nuevamente con Stephen Black (bajo) y Huw Evans (guitarra), además de Stella Mozgawa (batería). Sobre esta colaboración comentó que Tim Presley le había hecho notar que hacía música porque le encantaba, no porque estuviera obligada. En la gira estuvo apoyada por Black, Evans, en ocasiones por Steinbrick y Josh Klinghoffer, un quinteto que realiza improvisaciones instrumentales bajo el nombre de Bananarama.
En enero de 2017, publicó el extended play de cuatro pistas Rock Pool, con Drag City. En él se incluye su versión de la canción "I Just Want to Be Good" que escribió para el álbum de Sweet Baboo de 2015, The Boombox Ballads. En el mismo mes, Leaving Records lanzó Live, de Bananarama, grabado en vivo durante la gira de la banda en 2016 y remezcló 'Are We Good?' de Eleanor Friedberger.
En 2018, firmó con la compañía discográfica independiente estadounidense Mexican Summer (Ariel Pink, Jessica Pratt, Connan Mockasin). El mismo año, se unió a John Cale en el escenario de The Barbican con la London Contemporary Orchesta. El 24 de mayo de 2019 publicó su quinto álbum de estudio, Reward con Mexican Summer.
Los créditos como productora incluyen: John Grant, Boy from Michigan; H.Hawkline, Pink Of Condition; Tim Presley, The WiNK;  H.Hawkline, Romantasize; Alex Dingley, Beat The Babble; Josiah Steinbrick, Meeting of Waters, y Deerhunter ¿Why Hasn't Everything Already Disapeared?

## Estilo musical
La crítica Laura Snapes describió a Le Bon como "una líder que se ha preparado para la conquista de un territorio incierto. Le Bon siempre te deja con la duda, y hace que viejas tradiciones de guitarra del rock también se sientan arbitrarias. Sus desoladoras valoraciones del mundo están llenas de suspenso y corazón a partes iguales, y sus riffs maravillosamente alocados, donde la sensación de estar desgastada por la incertidumbre llega junto con un extraño mosaico reconfortante". En una entrevista con Pitchfork, Jeff Tweedy de Wilco declaró que Le Bon era "uno de los mejores músicos del momento". Al describir su sonido, señaló: "Es muy raro que la gente tenga un sonido específico, pero siempre sé cuándo es ella la que toca la guitarra. Cada vez que trato de descifrar sus partes de guitarra, resultan mucho más difíciles de lo que parecen".

## Discografía

### Álbumes
- Me Oh My (Irony Bored, 2009).
- Cyrk (The Control Group, 2012).
- Mug Museum (Turnstile / Wichita, 2013).
- Crab Day (Turnstile / Drag City, 2016).
- Recompensa (Mexican Summer, 2019).[12]
- Pompeya (Mexican Summer, 2022).

#### Con DRINKS
- Hermits on Holiday (Heavenly Recordings, 2015).
- Hippo Lite (Drag City, 2018).

### EP
- Edrych yn Llygaid Ceffyl Benthyg (Peski Records, 2008).
- Cyrk II (Turnstile, 2012).
- Rock Pool (Drag City, 2017).
- Myths 004 (con Bradford Cox) (Verano mexicano, 2019).[16]
- Here It Comes Again (con Groop Listening) (Mexican Summer, 2019).

### Singles
- "No One Can Drag Me Down / Disappear" (autoeditado, 2007).
- "I Can't Help You" (Turnstile, 2014).
- "He's Leaving / Solitude" (Turnstile, 2014).